# Ордін Леонід Петрович
Леоні́д Петро́вич Ордін (*1898 —†1970-ті) — український спортсмен, гандболіст, футболіст, хокеїст з м'ячем, ковзаняр, лижник. Суддя всесоюзної категорії з гандболу, автор книг із техніки й тактики цієї гри. Спортивний журналіст.

## Життєпис
Народився у 1898 році у Харкові Харківської губернії Російської імперії (тепер — обласний центр України). 
У 1925 році — першим у Радянському Союзі модернізував правила газени (попередниці ручного м'яча) в редакції Едуарда Мали (педагог чеського походження, який знався на газені та практикував її у харківському гімнастичному товаристві «Сокіл», де викладав). Цього ж року — відповідальний секретар Харківської секції гандболу.
Один із найсильніших гандболістів України другої половини 1920-х років.
У 1926 році — видав правила гандболу 7:7 «Новые правила, техника и тактика игры гандбол 7:7», ухвалені і затверджені спільною постановою спортивних організацій РРФСР і УРСР.
Автор книг із техніки й тактики гандболу, виданих в Україні у 1926—1932 роках.
У 1927 році — став чемпіоном I Спартакіади України.
Учасник I Всесоюзної спартакіади (1928 рік).
Займався ковзанярським та лижним спортом. 
Був гравцем київського хокейного клубу «Більшовик» та гравцем збірної Харкова, що була чемпіоном УРСР з футболу 1922 року.
Був тренером харківського футбольного клубу «Динамо» і суддею всесоюзної категорії з гандболу та футболу.
Був викладачем ДІФКУ і керівником навчально-спортивної роботи Центральної ради добровільного спортивного товариства «Здоровье». 
Був відповідальним секретарем та кореспондентом журналу «Вестник физической культури». Писав статті для цього часопису, а також — журналів «Спорт», «Фізкультура і спорт», «Старт».
Помер у 1970-ті роки. Точна дата смерті — невідома.